# Rokkostuum

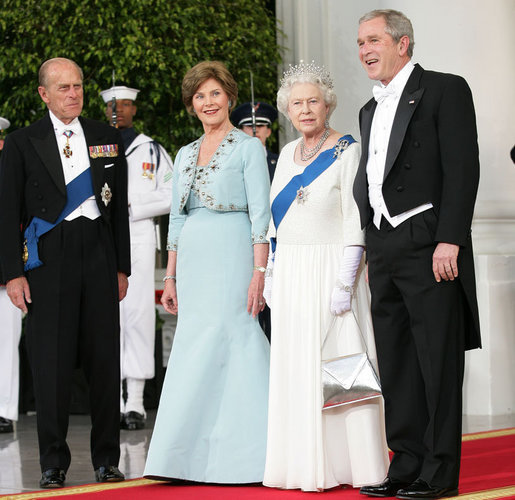
Het rokkostuum, gedragen door de Hertog van Edinburgh en George Bush (het rok van Bush is niet conform de etiquette)

Een rokkostuum is een formele kledij voor heren. Een rokkostuum wordt gedragen op formele of ceremoniële gelegenheden. Het equivalent voor overdag is het jacquet. Het is gebruikelijk om op de uitnodiging waar een heer in rok wordt verwacht de woorden "cravate blanche/white tie" of "décorations" te vermelden. Dames verschijnen dan in het "lang". Het rokkostuum is het chicste wat een man kan dragen. Men dient dan onder geen enkele voorwaarde een zwarte strik te dragen, omdat die bij dergelijke gelegenheden door het bedienend personeel gedragen zal worden. Een butler zal dan ook een zwart vest dragen. 
Het rokkostuum bestaat uit een jas die twee scherpe punten en lange panden bezit die tot aan de knieholten reiken, een gesteven overhemd met een afneembare opstaande kraag, ook wel een 'vadermoordenaar' genoemd en enkele gesteven manchetten (met manchetknopen), een wit vest (rokwit) (dat absoluut niet onder de voorpanden van de pandjesjas uit hoort te komen), een witte (zelfgestrikte) vlinderdas (die ook gesteven is) en een zwarte pantalon met dubbele bies aan de zijkanten, daarnaast dienen de pijpen niet omgeslagen te zijn.
De gebruikelijke accessoires zijn parelmoeren 'studs' of ingelegde knoopjes voor het vest en het overhemd, een wit satijnen pochet, witte boutonnière, zwarte lakschoenen (oxfords), 'opera pumps' (indien men de opera bezoekt) of 'court shoes' (bij formele gelegenheden aan het hof), een paar witte katoenen handschoenen, een witte zijden sjaal, zwarte hoge hoed met zwarte hoedband, galastok, tevens een mantel of avondoverjas (met zijden revers). Bij een rok draagt men nooit een zichtbaar polshorloge, maar eventueel een zakhorloge. De regel is dat 'gezelligheid geen tijd kent.'

## Rokkostuums in Nederland
Het rokkostuum is in beginsel voor de avond bedoeld (rok wordt in beginsel niet vóór half zes 's middags gedragen) en wordt overdag en buitenshuis dan ook weinig gedragen. Het rokkostuum wordt in Nederland veelal gedragen door de promovendus en zijn paranimfen bij promoties, op bals en als wedstrijdkleding bij ballroomdansen, bij de plechtigheden van de vrijmetselarij, en door artiesten zoals goochelaars, dirigenten en musici, en voorts door de bodes - ook de vrouwelijke - van de Tweede Kamer.
In het laatste kwart van de 20e eeuw werd het rokkostuum verdrongen door een huisjasje: de smoking- op uitnodigingen als "black tie" aangeduid. Aan het Nederlandse hof worden nog rokkostuums gedragen bij diners en bals. Daarbij worden ook ridderorden en onderscheidingen gedragen. Tot 1999 werden deze niet op een smoking gedragen, maar het protocol is gewijzigd. Ook bij de bals en diners van studentenverenigingen waaronder de studentencorpora en hun sport- en subverenigingen. Bovendien draagt men op bals van de adel uiteraard een rokkostuum. Wanneer er geen lid van een koninklijke familie aanwezig is, draagt men zijn grootlint onder het vest.
Onderscheidingen als miniaturen worden gedragen aan kleine linten of een kettinkje op de linkerrevers van het rokjasje. Een commandeurskruis hangt aan een lint twee vingers onder de knoop van de das en worden er maximaal vier sterren of plaques op het jasje gedragen.
Rokkostuums worden voorts standaard gedragen door mannelijke leden van een symfonieorkest bij avondconcerten en trouwpartijen.
Het vest bij een rokkostuum heet "rokwit". Deze mag onder geen enkele voorwaarde onder de pandjesjas vallen. Officieel dient men een zwart vest te dragen als men een rok overdag draagt (slechts bij zeer spaarzame gelegenheden is dit toegestaan). Zo droeg bij de begrafenis van zijn echtgenote prins Reinier van Monaco een zwarte vest. Als regel wordt 's avonds een witte vest gedragen. De vlinderdas dient altijd zelf gestrikt te zijn en het liefst gesteven.

## Draagwijze Europa

Rokkostuum van een Zweedse prins met Zweedse orden

1. Een broche met miniaturen wordt op de linkerrevers gedragen.
2. Men draagt de miniaturen soms aan een ketting op de revers. Deze heer draagt ook een Duits officierskruis, een "Steckkreuz".
3. Een commandeur, hier in het Legioen van Eer, draagt een versiersel aan een lint onder de das. In Engeland is het gebruikelijk om de onderscheiding "twee vingers onder de knoop" te dragen.
4. Deze Grootofficier in de Orde van Oranje-Nassau draagt een kruis om de hals en de daarbij behorende Plaque op de linkerzijde van de jas.
5. Een Grootofficier in de Orde van het Legioen van Eer draagt een plaque op de rechterkant van de jas.
6. Men draagt in de regel niet meer dan één kruis om de hals, één grootlint, vier sterren of plaques en miniaturen. Wanneer er geen staatshoofden of leden van regerende vorstenhuizen aanwezig zijn wordt het lint onder het vest gedragen.
7. Dit Grootkruis in het Legioen van Eer draagt zijn lint boven het vest. Het kleine kruis is dat van de Orde van Malta
8. Ridders in de Orde van de Kousenband, de Orde van de Distel en de Hoge Orde van de Zwarte Adelaar dragen hun grootlint over de linkerschouder. Men vindt het gemakkelijker om het lint in te korten en op het vest te spelden of te knopen.
9. Een keten van een orde wordt meestal boven de pandjesjas gedragen.

### De rest van de wereld
- In Zuid-Amerika is een zwart vest onder een pandjesjas niet ongewoon.
- Het Japanse hof is erg vormelijk en men draagt daar vaak rokkostuums.

## Trivia
- Bij studenten wordt het rokkostuum vaak gedragen bij het afstuderen.